# Linycus caecus
Linycus caecus är en stekelart som beskrevs av Heinrich 1974. Linycus caecus ingår i släktet Linycus och familjen brokparasitsteklar. Inga underarter finns listade i Catalogue of Life.